# Andros
Andros es una isla griega del mar Egeo, la más septentrional del archipiélago de las islas Cícladas , situada entre Eubea, al noroeste, que se halla a unos 10 km, y Tenos al sur, a tan solo 3 km. Su superficie es de 374 km², con unos 40 km de largo y una anchura máxima de 16 km. Es montañosa y tiene valles fértiles y bien regados.
Andros es a la vez un municipio y una unidad periférica de la periferia de Egeo Meridional. Las mayores localidades de la isla son la homónima Andros, Gavrio, Batsi y Ormos Korthiou. Andros, o Khora, la capital, localizada en la costa oriental, tenía unos 2000 habitantes en 1992, los mismos que un siglo atrás. 
La isla tenía 18.000 habitantes en 1900, con una densidad de 48,13 hab/km². En 1991, el censo era de 8.781 habitantes, con una densidad de 23,48 hab/km².

## Toponimia mítica
Según la mitología griega, su nombre deriva de Andreos, a quien Radamantis dejó el control de la isla. Según otra tradición, estuvo poblada por guerreros de la isla de Cos, llevados por Fidipo, de regreso de la guerra de Troya.

## Historia
Fue colonizada por los jonios hacia el siglo X a. C., quizás mezclados con tracios. Aunque en el siglo VII fue colonizada por Eretria y dependía de ella, fue lo suficientemente próspera para fundar varias colonias en la Calcídica, hacia el 654 a. C. (Acanto, Estagira, Argilo y Sane).
Cuando en 480 a. C. Jerjes II invadió Grecia, Andros tuvo que aportar naves al ejército persa. Como consecuencia, el estratego ateniense Temístocles, le impuso una multa que no pagó, y la capital de la isla fue asediada, pero no pudo ser conquistada.
Al cabo de un tiempo, fue sometida por Atenas y más tarde por los reyes macedonios. En el 200 a. C., fue ocupada por los romanos y fue cedida a Átalo I, rey de Pérgamo. La antigua capital, Andros, tenía buenas fortificaciones y utilizaba como puerto el de Gaurion.
Antes de caer bajo el poder otomano, Andros fue gobernada, entre 1207 y 1566, por las familias Zeno y Sommariva, como protectorado de Venecia. Entró a formar parte del estado griego contemporáneo tras su creación en 1821.

## Lugares de interés
- Andros o Khora, la capital, está construida sobre un promontorio entre dos playas. Es una mezcla de mansiones neoclásicas de después de la Primera Guerra Mundial y de casas típicamente cicládicas. Las plazas están pavimentadas con mármol. Al final del promontorio hay dos islas, la primera de las cuales está unida a tierra por un puente de ladrillo, donde están las ruinas de un castillo veneciano, y la segunda con un faro. Hay varios museos: el Museo Arqueológico, el Museo de Arte Moderno y el Museo Marítimo.

- La principal ciudad de veraneo es Batsí, en la costa occidental, muy popular entre los turistas griegos.

- La isla es famosa por las fuentes de agua mineral de Apikia, a unos 3 km de Khora, que mana de varias cabezas de león.

- Paleópoli, la antigua capital, en la costa oeste, se halla en gran parte sumergida. Allí se encuentra el Museo Arqueológico de Paleópoli.

- Estenias, en la costa oriental, cerca de las playas de Gialia y Piso Gialia, es seguramente el pueblo más pintoresco de la isla. La costa este no es precisamente famosa por su actitud favorable al turismo, y de hecho ya hace tiempo que se intenta reducir el número de visitantes, de manera que no se degrade el paisaje como ha pasado en las islas vecinas (especialmente Miconos). En Estenias no hay prácticamente vida comercial.